# Neoantistea janetscheki
Neoantistea janetscheki är en spindelart som beskrevs av Brignoli 1976. Neoantistea janetscheki ingår i släktet Neoantistea och familjen panflöjtsspindlar.
Artens utbredningsområde är Nepal. Inga underarter finns listade i Catalogue of Life.